# Laura Tohe

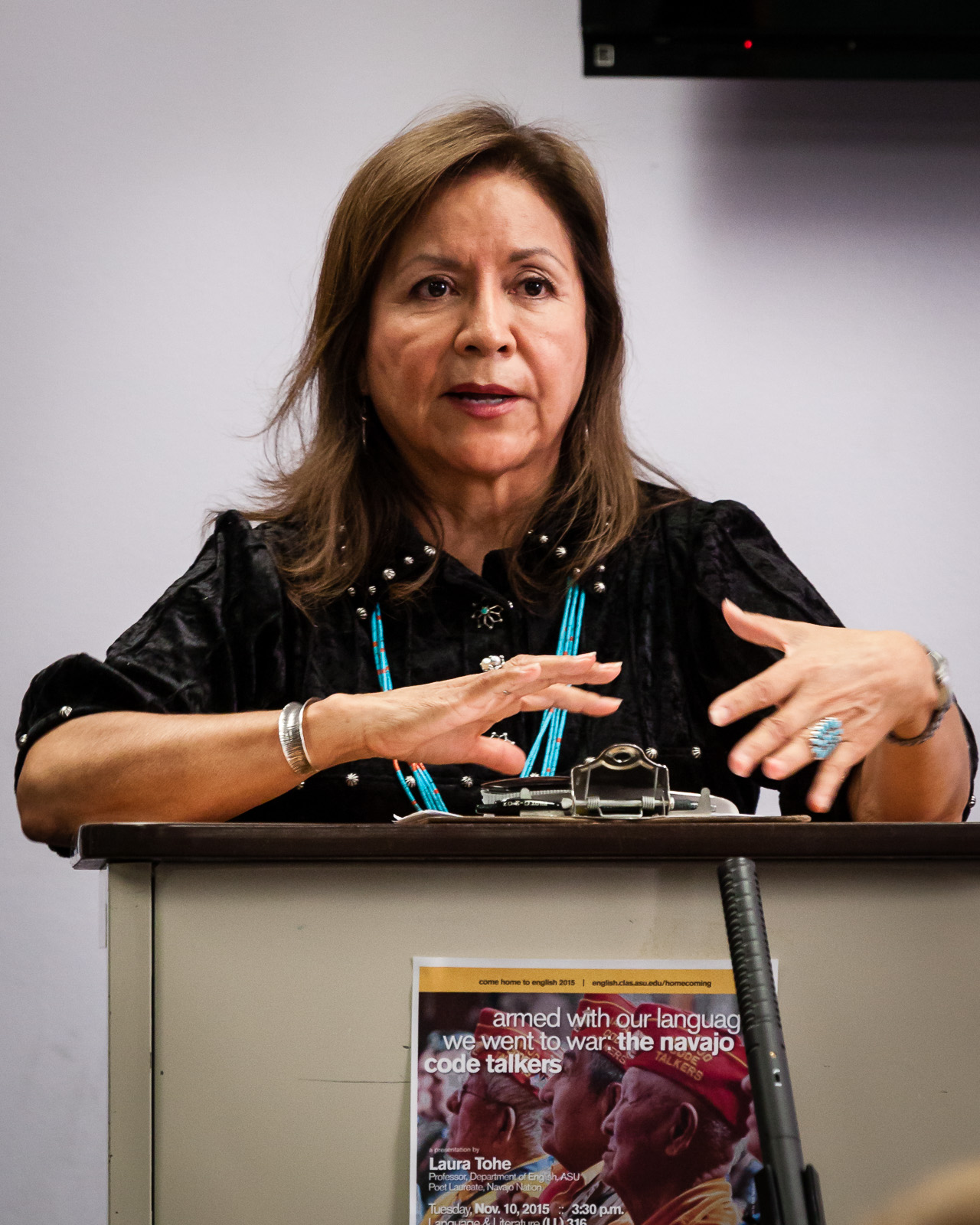
Foto, 2015

Laura Tohe (Fort Defiance, Arizona, Estados Unidos; 1952) es una escritora y psicóloga navaja, actualmente profesora emérita de la Universidad Estatal de Arizona. 

## Biografía
Su padre era locutor de claves y se crio hablando tanto inglés como navajo.
Estudió en la Universidad de Nuevo México y se doctoró en la Universidad de Nebraska-Lincoln.

## Obras
- Making Friends with Water (1986)
- No Parole Today (1999)
- Tséyi' / Deep in the Rock: Reflections on Canyon de Chelly (con el fotógrafo Stephen E. Strom, 2005)
- Code Talker Stories (2012)